# Lok-Sabha-Wahlkreis Chengalpattu

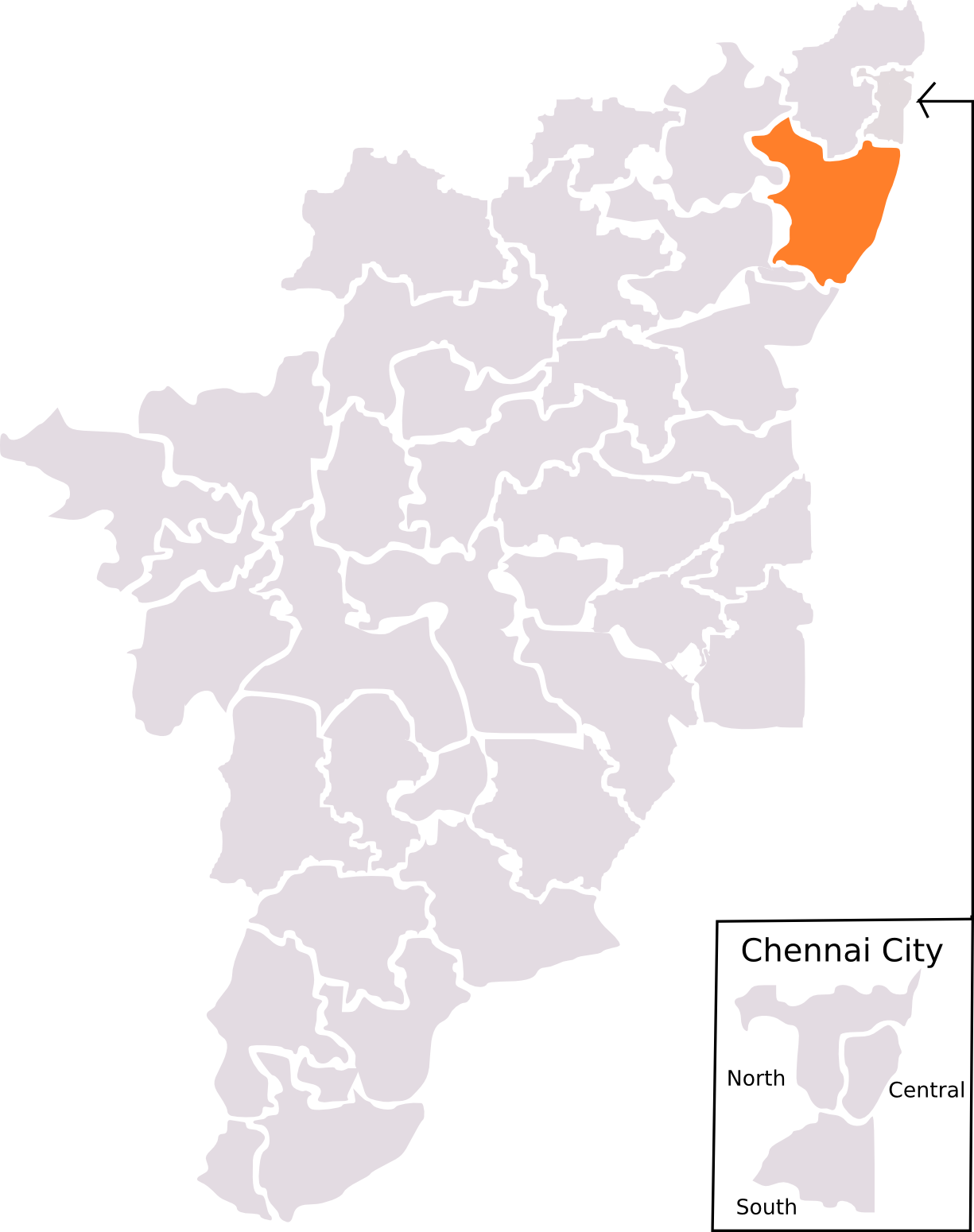
Der Wahlkreis Chengalpattu von 1971 bis 2004

Der Lok-Sabha-Wahlkreis Chengalpattu (bis 1971 Chingleput) war von 1957 bis 2004 ein Wahlkreis bei den Wahlen zur Lok Sabha, dem Unterhaus des indischen Parlaments. Er gehörte zum Bundesstaat Madras bzw. nach dessen Umbenennung im Jahr 1969 zum Bundesstaat Tamil Nadu. Zuletzt umfasste er einen Großteil des Distrikts Kanchipuram. Seinen Namen trug der Wahlkreis nach der Stadt Chengalpattu (Chingleput). Im Zuge der Neuordnung der Wahlkreise vor der Lok-Sabha-Wahl 2009 wurde der Wahlkreis Chengalpattu in den Wahlkreis Kanchipuram umgewandelt.

## Abgeordnete
| Wahl  | Name                    | Partei | Stimmen |
| ----- | ----------------------- | ------ | ------- |
| 1957* | A. Krishnaswamy         | Unabh. | 26,8 %  |
| 1957* | N. Sivaraj              | Unabh. | 21,9 %  |
| 1962  | O. V. Alagesan          | INC    | 53,1 %  |
| 1967  | C. Chittibabu           | DMK    | 61,3 %  |
| 1971  | C. Chittibabu           | DMK    | 60,0 %  |
| 1977  | R. Mohanarangam         | AIADMK | 52,6 %  |
| 1980  | Era. Anbarasu           | INC(I) | 59,9 %  |
| 1984  | S. Jagathrakshakan      | AIADMK | 54,1 %  |
| 1989  | Kanchi Panneerselvam    | AIADMK | 49,1 %  |
| 1991  | S. S. R. Rajendra Kumar | AIADMK | 55,1 %  |
| 1996  | K. Parasuraman          | DMK    | 58,1 %  |
| 1998  | Kanchi Panneerselvam    | AIADMK | 49,1 %  |
| 1999  | A. K. Moorthy           | PMK    | 48,0 %  |
| 2004  | A. K. Moorthy           | PMK    | 56,9 %  |

*) Bei der Wahl 1957 entsandte der Wahlkreis Chingleput zwei Abgeordnete in die Lok Sabha.